# Rząd Sydora Hołubowycza
Rząd Sydora Hołubowycza – drugi i ostatni rząd Zachodnioukraińskiej Republiki Ludowej (Sekretariat Państwowy ZURL), działający od 4 stycznia do 6 czerwca 1919. Premierem rządu był Sydir Hołubowycz.
Na posiedzeniu Ukraińskiej Rady Narodowej 4 stycznia 1919 w Stanisławowie zdymisjonowano rząd Kostia Łewyćkiego, i powołano nowy skład rządu. 6 czerwca 1919 rząd zdymisjonowano, a dyktatorem ogłoszono Jewhena Petruszewycza.

## Skład rządu
Ministrowie (Sekretarze Państwowi): Wasyl Panejko, Iwan Makuch, Dmytro Witowski, Osyp Buraczynśkyj, Mychajło Martynec, Ahenor Artymowycz, Iwan Myron, Marian Kazanewycz. 
Później stanowiska objęli: Longyn Cehelski, Mychajło Łozynski, Wiktor Kurmanowycz.
Analogicznie jak rząd Kostia Łewyćkiego rząd Hołubowycza był oparty politycznie o koalicję Ukraińskiej Partii Narodowo-Demokratycznej i Ukraińskiej Partii Radykalnej z udziałem bezpartyjnych fachowców.